# Суворовский сельсовет (Алтайский край)
Суворовский сельсовет — муниципальное образование со статусом сельского поселения и административно-территориальное образование в Благовещенском районе Алтайского края России. Административный центр — село Суворовка.

## Население
| 1997  | 1998  | 1999  | 2000  | 2001  | 2002  |
| ----- | ----- | ----- | ----- | ----- | ----- |
| 1295  | ↗1314 | ↘1296 | ↗1304 | ↘1249 | ↗1283 |
| 2003  | 2004  | 2005  | 2006  | 2007  | 2008  |
| ↘1256 | ↗1282 | ↗1295 | ↘1266 | ↘1251 | ↘1229 |
| 2009  | 2010  | 2011  | 2012  | 2013  | 2014  |
| ↘1034 | ↗1044 | ↘1040 | ↘1033 | ↘1017 | ↘994  |
| 2015  | 2016  | 2017  | 2018  | 2019  | 2020  |
| ↘977  | ↘950  | ↗960  | ↘955  | ↘944  | ↘917  |
| 2021  |       |       |       |       |       |
| ↘886  |       |       |       |       |       |

По результатам Всероссийской переписи населения 2010 года, численность населения муниципального образования составила 1044 человека, в том числе 512 мужчин и 532 женщины. Оценка Росстата на 1 января 2012 года — 1033 человека.

## Населённые пункты
В состав сельского поселения входит 3 населённых пункта:
- посёлок Преградинка,
- село Суворовка,
- посёлок Хорошавка.

В 1983 году упразднён посёлок Сергеевка, в 2010 году разъезды Плотава,  Хорошавка.